# Les Touches-de-Périgny
Les Touches-de-Périgny est une commune du Sud-Ouest de la France située dans le département de la Charente-Maritime (région Nouvelle-Aquitaine).
Ses habitants sont appelés les Priniens et les Priniennes.

## Géographie

### Communes limitrophes
| Gibourne  | Le Gicq                |              |
| Bagnizeau | des Touches-de-Périgny | Cressé       |
| Matha     | Haimps                 | Gourvillette |

## Urbanisme

### Typologie
Au 1er janvier 2024, Les Touches-de-Périgny est catégorisée commune rurale à habitat dispersé, selon la nouvelle grille communale de densité à 7 niveaux définie par l'Insee en 2022.
Elle est située hors unité urbaine et hors attraction des villes,.

### Occupation des sols
L'occupation des sols de la commune, telle qu'elle ressort de la base de données européenne d’occupation biophysique des sols Corine Land Cover (CLC), est marquée par l'importance des territoires agricoles (92,1 % en 2018), une proportion sensiblement équivalente à celle de 1990 (92,4 %). La répartition détaillée en 2018 est la suivante :
terres arables (45,7 %), cultures permanentes (31,5 %), zones agricoles hétérogènes (13,5 %), forêts (4,7 %), zones urbanisées (3,2 %), prairies (1,4 %). L'évolution de l’occupation des sols de la commune et de ses infrastructures peut être observée sur les différentes représentations cartographiques du territoire : la carte de Cassini (XVIIIe siècle), la carte d'état-major (1820-1866) et les cartes ou photos aériennes de l'IGN pour la période actuelle (1950 à aujourd'hui).

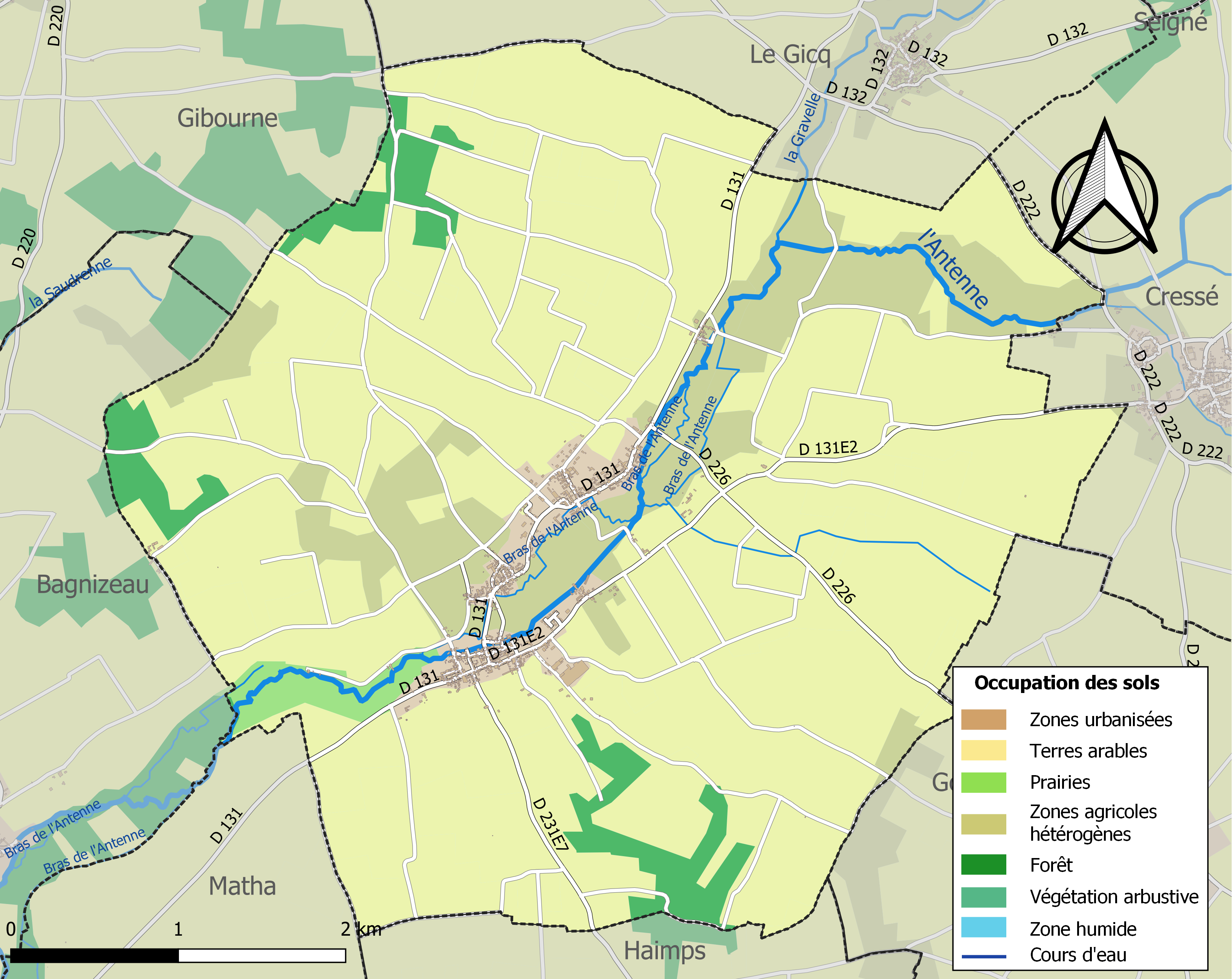
Carte des infrastructures et de l'occupation des sols de la commune en 2018 (CLC).

### Risques majeurs
Le territoire de la commune des Touches-de-Périgny est vulnérable à différents aléas naturels : météorologiques (tempête, orage, neige, grand froid, canicule ou sécheresse), inondations, mouvements de terrains et séisme (sismicité modérée). Il est également exposé à un risque technologique,  le transport de matières dangereuses. Un site publié par le BRGM permet d'évaluer simplement et rapidement les risques d'un bien localisé soit par son adresse soit par le numéro de sa parcelle.

#### Risques naturels
Certaines parties du territoire communal sont susceptibles d’être affectées par le risque d’inondation par débordement de cours d'eau, notamment l'Antenne. La commune a été reconnue en état de catastrophe naturelle au titre des dommages causés par les inondations et coulées de boue survenues en 1982, 1999, 2010 et 2019,.

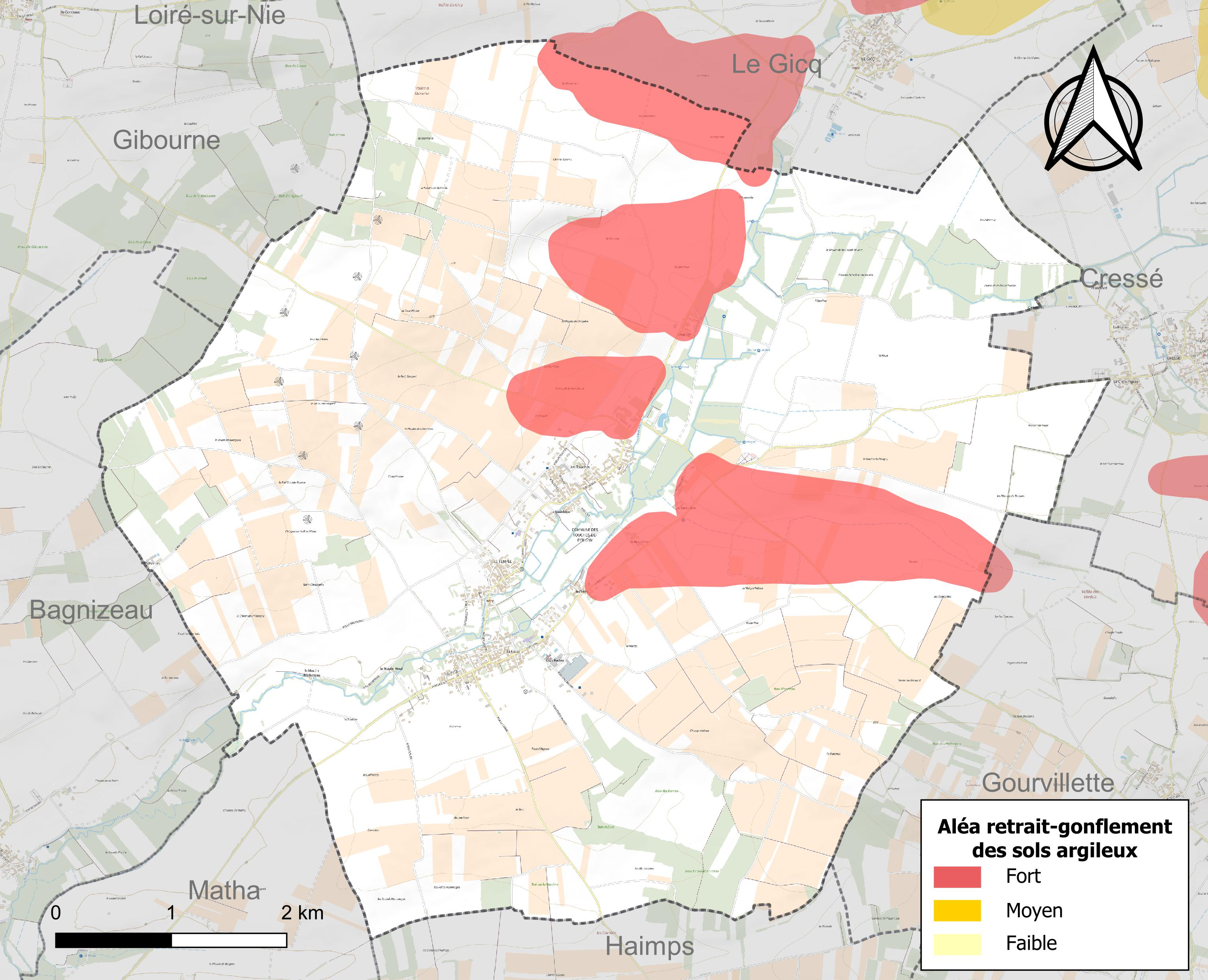
Carte des zones d'aléa retrait-gonflement des sols argileux des Touches-de-Périgny.

Les mouvements de terrains susceptibles de se produire sur la commune sont des tassements différentiels.
Le retrait-gonflement des sols argileux est susceptible d'engendrer des dommages importants aux bâtiments en cas d’alternance de périodes de sécheresse et de pluie. 13,1 % de la superficie communale est en aléa moyen ou fort (54,2 % au niveau départemental et 48,5 % au niveau national). Sur les 319 bâtiments dénombrés sur la commune en 2019, 22 sont en aléa moyen ou fort, soit 7 %, à comparer aux 57 % au niveau départemental et 54 % au niveau national. Une cartographie de l'exposition du territoire national au retrait gonflement des sols argileux est disponible sur le site du BRGM,.
Par ailleurs, afin de mieux appréhender le risque d’affaissement de terrain, l'inventaire national des cavités souterraines permet de localiser celles situées sur la commune.
Concernant les mouvements de terrains, la commune a été reconnue en état de catastrophe naturelle au titre des dommages causés par des mouvements de terrain en 1999 et 2010.

#### Risques technologiques
Le risque de transport de matières dangereuses sur la commune est lié à sa traversée par une ou des infrastructures routières ou ferroviaires importantes ou la présence d'une canalisation de transport d'hydrocarbures. Un accident se produisant sur de telles infrastructures est susceptible d’avoir des effets graves sur les biens, les personnes ou l'environnement, selon la nature du matériau transporté. Des dispositions d’urbanisme peuvent être préconisées en conséquence.

## Toponymie
Le nom de la commune provient de l'oïl toche, tousche, signifiant « bouquet de bois », ainsi que de l'anthroponyme latin Patrinius, suivi du suffixe -acum.

## Histoire
L'état des paroisses de 1686 nous précise que la paroisse des Touches de Périgné a pour seigneur monsieur de Bourdeilh, comporte 182 feux et que la terre y est bonne pour les grains et le vin.

## Démographie

### Évolution démographique
L'évolution du nombre d'habitants est connue à travers les recensements de la population effectués dans la commune depuis 1793. Pour les communes de moins de 10 000 habitants, une enquête de recensement portant sur toute la population est réalisée tous les cinq ans, les populations de référence des années intermédiaires étant quant à elles estimées par interpolation ou extrapolation. Pour la commune, le premier recensement exhaustif entrant dans le cadre du nouveau dispositif a été réalisé en 2004.

En 2022, la commune comptait 544 habitants, en évolution de −5,56 % par rapport à 2016 (Charente-Maritime : +4,04 %, France hors Mayotte : +2,11 %).
| 1793 | 1800  | 1806  | 1821 | 1831  | 1836  | 1841  | 1846  | 1851  |
| ---- | ----- | ----- | ---- | ----- | ----- | ----- | ----- | ----- |
| 917  | 1 032 | 1 002 | 978  | 1 062 | 1 157 | 1 068 | 1 114 | 1 175 |

| 1856  | 1861  | 1866  | 1872  | 1876  | 1881  | 1886 | 1891 | 1896 |
| ----- | ----- | ----- | ----- | ----- | ----- | ---- | ---- | ---- |
| 1 158 | 1 149 | 1 110 | 1 101 | 1 109 | 1 001 | 960  | 876  | 848  |

| 1901 | 1906 | 1911 | 1921 | 1926 | 1931 | 1936 | 1946 | 1954 |
| ---- | ---- | ---- | ---- | ---- | ---- | ---- | ---- | ---- |
| 826  | 793  | 793  | 726  | 683  | 697  | 693  | 634  | 645  |

| 1962 | 1968 | 1975 | 1982 | 1990 | 1999 | 2004 | 2006 | 2009 |
| ---- | ---- | ---- | ---- | ---- | ---- | ---- | ---- | ---- |
| 660  | 643  | 578  | 523  | 474  | 494  | 526  | 535  | 542  |

| 2014 | 2019 | 2022 | - | - | - | - | - | - |
| ---- | ---- | ---- | - | - | - | - | - | - |
| 573  | 550  | 544  | - | - | - | - | - | - |

## Lieux et monuments

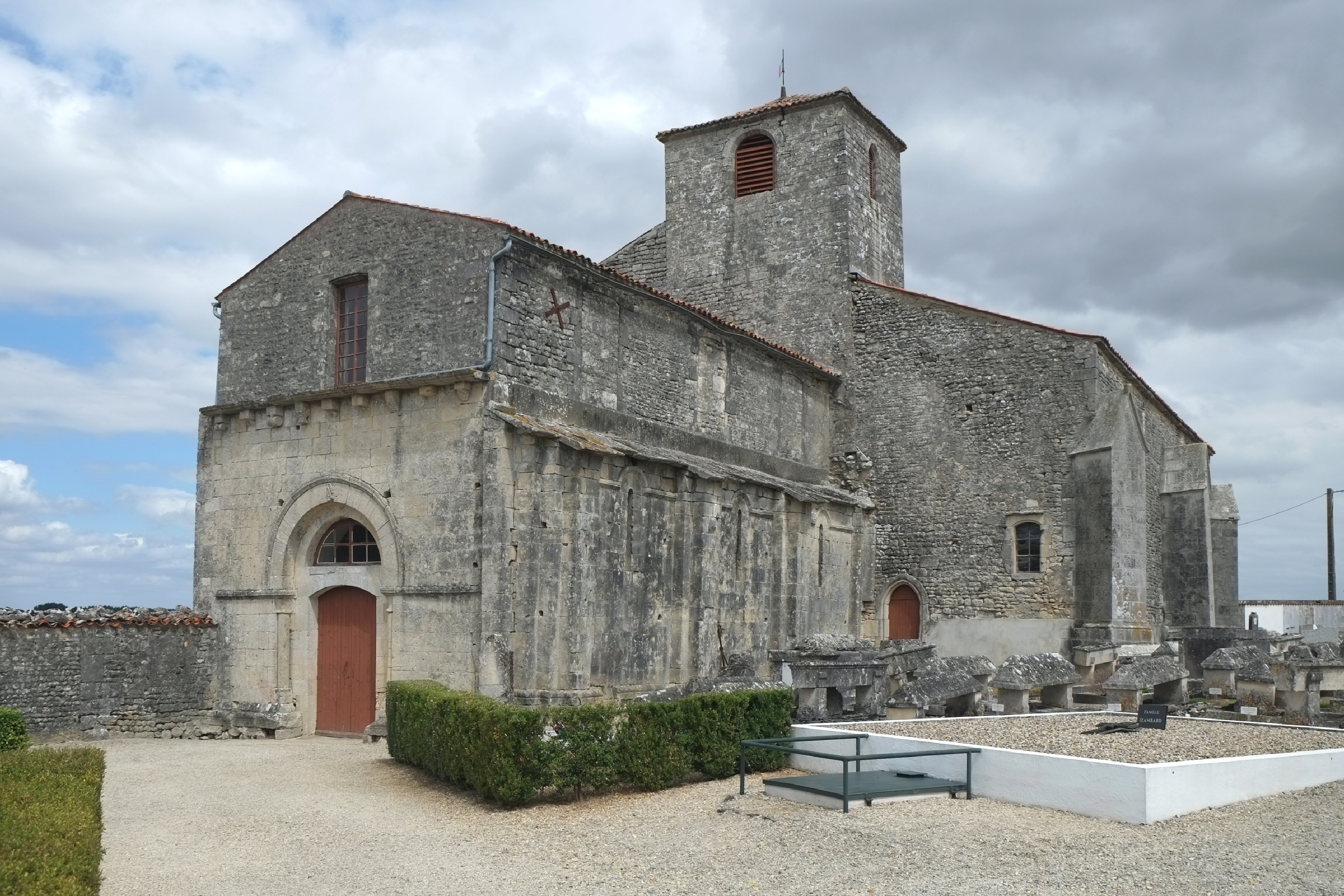
Église Notre-Dame de l'Assomption.

- L'église Notre-Dame de l'Assomption. La première fondation remonterait à 1028, mais l'église actuelle date du XVIIIe siècle. Sur la charpente du clocher, on peut lire la date de 1742. La construction dura quatre ans, mais le portail ne fut édifié qu'en 1769. Il est à plein cintre dans le style roman. La voûte est d'un style ogival. Le rectangle qui la précède est de style roman. L'église a une situation excentrée par rapport au village, car initialement elle fut construite dans le but de satisfaire aux besoins religieux des paroisses du Gicq, Cressé et Les Touches.

Il existe dans les rues de L'Orient et du Pied d'Aigron des bâtiments abritant des ruches-placards. Il s'agit de pierres de maçonnerie dans lesquelles sont percées des trous pour le passage des abeilles. Derrière celles-ci sont placés des placards, boîtes en bois faisant office de ruches. Ce type de production de miel et de cire n'existe que dans trois villages en France.